# Tatiana Santo Domingo
Tatiana Santo Domingo Rechulski (Nueva York, 24 de noviembre de 1983), es una empresaria y socialite estadounidense de ascendencia colombiana. 
Está casada con Andrea Casiraghi, hijo mayor de la princesa Carolina de Mónaco y sobrino del actual soberano Alberto II de Mónaco.

## Biografía

### Nacimiento y familia
Tatiana Santo Domingo nació el 24 de noviembre de 1983 en Nueva York, Estados Unidos. Es hija del fallecido Julio Mario Santo Domingo Jr., distinguido empresario de origen colombiano y Vera Rechulski, exmodelo brasileña. Es, además, nieta del aristócrata Julio Mario Santo Domingo, que ha destacado en las listas de la revista Forbes por su abultada fortuna.
A los 2 años de edad, la familia se mudó a Ginebra, Suiza, donde Tatiana vivió hasta los 15 años junto a su hermano Julio Mario Santo Domingo III, quien posteriormente se convirtió en un reconocido disc-jockey en Nueva York.

### Estudios
Desde pequeña se crio en la ciudad suiza de Ginebra, donde desarrolló su primera etapa educativa asistiendo a la Escuela Internacional de Ginebra, una institución privada de gran prestigio internacional. Más tarde cursó sus estudios secundarios en el internado Lyceé Fontainbleu situado en París, donde conoció a su actual marido.
Es licenciada en Bellas Artes por la Universidad Americana de Londres y tiene un máster en Historia del arte en la New School for Liberal Arts de Nueva York.
Tatiana habla inglés y francés con fluidez, además del portugués y el italiano.

### Carrera profesional
En 2011, tras la muerte de su abuelo paterno Julio Mario Santo Domingo, Tatiana heredó una parte del conglomerado empresarial Valórem, el cual estaba valorado en 11.000 millones de euros para ese año.
A finales de 2012, junto a su amiga Dana Alikhani, fundó la marca comercial Muzungu Sisters. Se trata de una firma en la que se venden diseños exclusivos, hechos de manera artesanal, por comunidades indígenas y artesanos de todo el mundo.
En 2013 empezó a colaborar en el proyecto Small Steps Project, una fundación que da ayuda a niños de las zonas más pobres del mundo. También colabora con la Fundación Motrice, que recauda fondos para la cura de la parálisis cerebral, y con la World Association of Children's Friends y la Fundación Virlanie.
En 2017, varias publicaciones declaran que Tatiana, cuya fortuna asciende a unos 2.000 millones de euros, es la residente más rica del Principado de Mónaco.

## Matrimonio y descendencia

### Compromiso

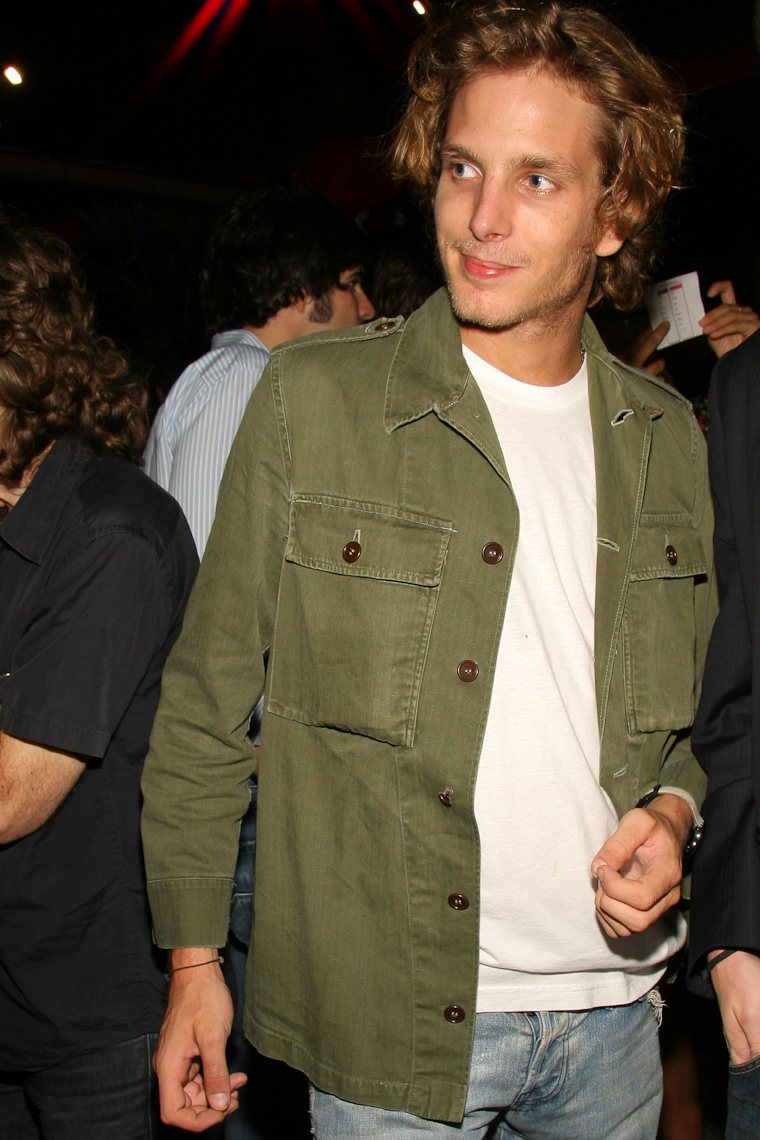
Su esposo, Andrea Casiraghi.

Desde 2004 mantiene una relación sentimental con Andrea Casiraghi, hijo de la princesa Carolina de Mónaco y del fallecido Stéfano Casiraghi. La pareja se conoció a través de Carlota Casiraghi, hermana de Andrea y amiga de Tatiana. En julio de 2012, la princesa Carolina emitió un comunicado en el que anunciaba el próximo enlace de su hijo mayor con Tatiana.
El 31 de agosto de 2013 Andrea Casiraghi y Tatiana Santo Domingo contrajeron matrimonio civil en el Salón del Trono del Palacio Real de Mónaco. A la ceremonia, a la que asistieron unos 350 invitados, no acudió ningún miembro de familias reales extranjeras. El 1 de febrero de 2014 celebraron una ceremonia religiosa en la localidad suiza de Gstaad en la más estricta intimidad.

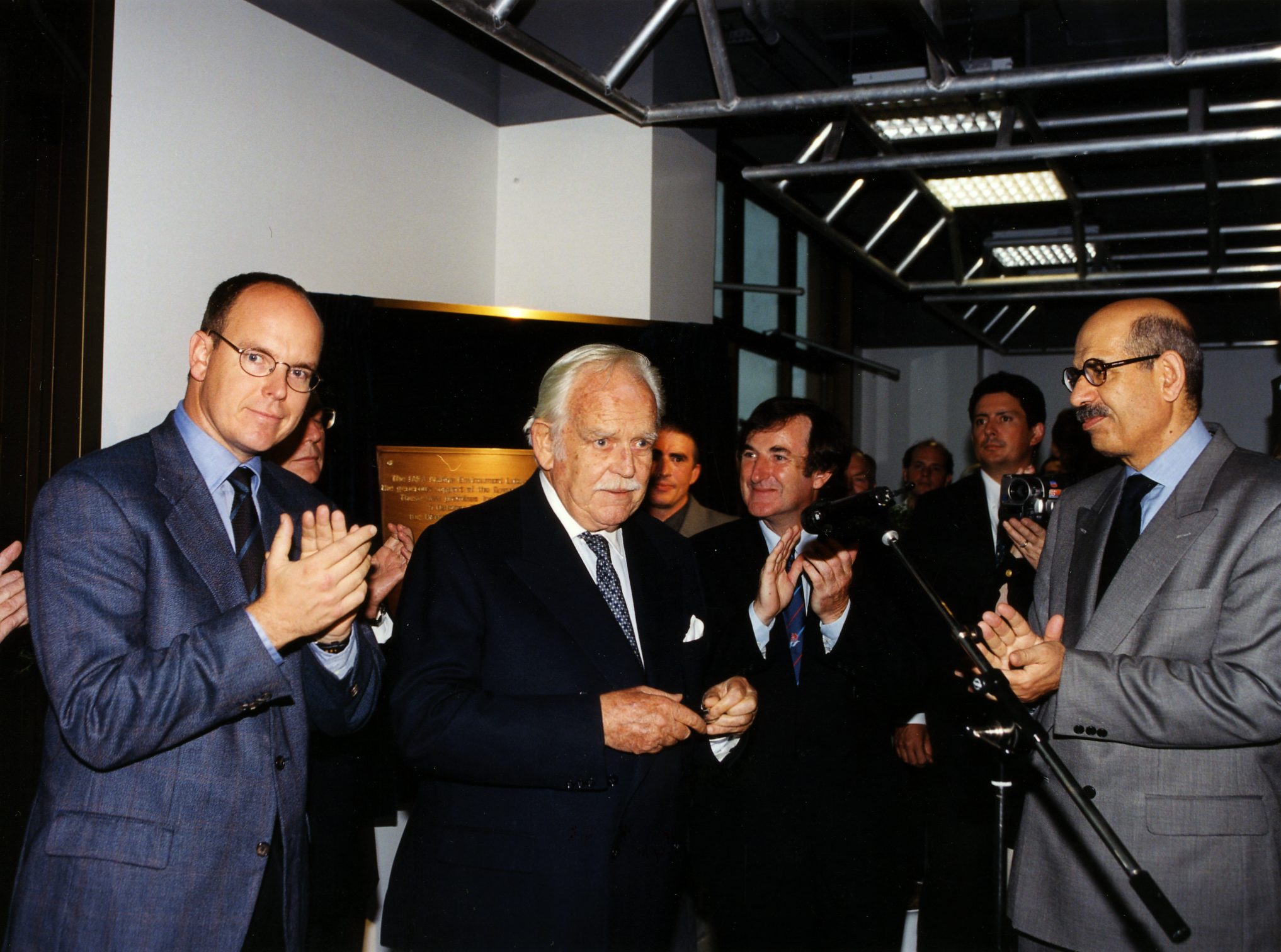
El tío y abuelo de su esposo (respectivamente), el entonces príncipe Alberto II y el rey Rainiero III de Mónaco, 1998.

El 6 de noviembre de 2012, Tatiana anunció en una entrevista que Andrea y ella estaban esperando su primer hijo. El 21 de marzo de 2013 nació su primer hijo, Alexandre Casiraghi, en Londres, Reino Unido. En el momento de su nacimiento el pequeño no fue incluido en la línea sucesoria puesto que sus padres no estaban casados. Una vez estos contrajeron matrimonio, Alexandre ocupó el tercer lugar en la línea sucesoria al trono del principado hasta el momento del nacimiento de los hijos de Alberto II y Carlina de Mónaco. Actualmente se encuentra en el quinto puesto sucesorio por detrás del príncipe Jaime, la princesa Gabriela, la princesa Carolina y su padre.
En octubre de 2014 se anunció que Tatiana estaba embarazada por segunda vez. El 12 de abril de 2015 dio a luz a una niña, India Casiraghi, en Londres, que ocupa el sexto puesto en la línea de sucesión al trono montesco.
En noviembre de 2017 saltaron los rumores de un posible tercer embarazo de Santo Domingo. El 19 de abril de 2018, dio a luz a su tercer hijo, Maximilian Casiraghi, según un escueto comunicado emitido por el departamento de prensa del Palacio de Mónaco.
- Alexandre Andrea Stefano Casiraghi Santo Domingo, nacido el 21 de marzo de 2013.
- India Julia Casiraghi Santo Domingo, nacida el 12 de abril de 2015.
- Maximilian Rainier Casiraghi Santo Domingo, nacido el 19 de abril de 2018.